# Auszubildenden & Schüler Union in Bayern
Die Auszubildenden & Schüler Union in Bayern e.V. (SU Bayern) ist ein politischer Jugendverband im Freistaat Bayern, der sich auf die Interessenvertretung von Schülern und Auszubildenden spezialisiert hat. Der Verband wurde am 7. September 1974 in Augsburg gegründet und entwickelte sich im Laufe seiner Geschichte von einem Teilverband der Jungen Union zu einer eigenständigen Organisation. Mit etwa 1000 Mitgliedern (Stand: 2024) zählt die SU Bayern zu den größten politischen Schüler- und Auszubildendenvertretungen in Deutschland. Der Verein ist organisatorisch unabhängig, gilt aber als CSU-nah. Sitz des Verbands ist München.

## Geschichte
Die SU Bayern wurde am 7. September 1974 in Augsburg unter dem Namen „Schüler Union Bayern“ gegründet. Die Gründung erfolgte in einer Zeit, in der konservative Schülerinitiativen als Gegengewicht zu linken Schülervertretungen an Bedeutung gewannen. Die Schüler Union war Teil der bundesweiten Schüler Union Deutschlands, die bereits 1972 auf Bundesebene gegründet worden war. Sie war zunächst organisatorisch der Jungen Union Bayern angegliedert und wurde als deren Sonderorganisation geführt.
In den 1980er-Jahren erreichte die Schüler Union deutschlandweit eine hohe Mitgliederzahl. Mehrere spätere Politiker waren in der Organisation aktiv, darunter der spätere Bundespräsident Christian Wulff und der bayerische Unternehmer Michael Schottenhamel. 2016 erfolgte die Trennung von der Jungen Union Bayern. Die SU Bayern konstituierte sich als eigenständiger eingetragener Verein und erweiterte ihren Namen um den Begriff „Auszubildende“, um der zunehmenden Bedeutung beruflicher Bildung Rechnung zu tragen. Seither verwaltet sie ihre Mitglieder, Finanzen und Öffentlichkeitsarbeit eigenständig.

## Struktur und Organisation
Die SU Bayern ist als Landesverband organisiert. Die Basis bilden Kreisverbände, die sich an der Verwaltungsstruktur des Freistaats orientieren. Die Mitgliederstruktur setzt sich überwiegend aus Schülerinnen und Schülern allgemeinbildender sowie beruflicher Schulen zusammen. Die Landesversammlung, das höchste Gremium des Verbands, wählt den Landesvorstand. Dieser besteht aus einem Landesvorsitzenden, mehreren stellvertretenden Vorsitzenden, einem Geschäftsführer sowie Beisitzern. Seit 2021 ist Nevio Zuber Landesvorsitzender.

## Politische Ausrichtung und Forderungen
Die SU Bayern versteht sich als christlich-sozial und liberal-konservativ orientierter Verband. Im Mittelpunkt ihrer Programmatik steht die bildungspolitische Interessenvertretung junger Menschen in Bayern. Zu den zentralen Anliegen zählen die Gleichstellung von beruflicher und akademischer Bildung, die Förderung dualer Ausbildungssysteme sowie die Stärkung politischer Bildung in Schulen.
Regelmäßig veröffentlicht die SU Bayern Positionen zu aktuellen bildungspolitischen Debatten. In der Vergangenheit setzte sie sich unter anderem für eine stärkere Beflaggung öffentlicher Schulen, die Einführung von Gemeinschaftskundeunterricht für zugewanderte Schüler und eine allgemeine Dienstpflicht ein.

## Kooperationen und Vernetzung
Die SU Bayern ist Teil eines Netzwerks politischer Jugendorganisationen mit thematischem Fokus auf Bildung. In Bayern bestehen Kooperationsbeziehungen zu Ministerien, insbesondere zum Bayerischen Staatsministerium für Unterricht und Kultus, zu Verbänden der Wirtschaft wie den Industrie- und Handelskammern sowie zu berufsbildenden Einrichtungen. Zudem bestehen lose Verbindungen zur CSU und zur Jungen Union, wenngleich die SU Bayern seit 2016 formell unabhängig agiert.
Auch mit dem Ring Christlich-Demokratischer Studenten (RCDS) bestehen punktuelle Kooperationen, insbesondere im Bereich der Übergangsphase zwischen Schule und Hochschule.

## Rezeption
In der medialen Berichterstattung wird der Verband häufig als Nachwuchsorganisation im konservativen Lager eingeordnet. Kritisch betrachtet wird bisweilen die Nähe zur CSU, obwohl der Verband auf formale Unabhängigkeit verweist. Vertreter der Bildungspolitik loben hingegen das Engagement, die inhaltliche Tiefe und die konsequente Interessenvertretung durch den Verband. Bei landesweiten Veranstaltungen treten regelmäßig Vertreter aus Politik, Verwaltung und Verbänden als Redner auf.

## Veranstaltungen
Die SU Bayern organisiert regelmäßig Landesversammlungen. Auf Kreisebene werden unabhängig vom Landesverband Veranstaltungen organisiert (Bayerntag, JugendTalk etc.). Im Jahr 2024 fand in Haar bei München eine Festveranstaltung anlässlich des 50-jährigen Bestehens statt. Die Veranstaltung wurde von zahlreichen politischen Vertretern besucht und war Teil einer Reihe öffentlicher Veranstaltungen zur Sichtbarmachung jugendpolitischer Anliegen.

## Landesvorstand
Der Landesvorstand der Auszubildenden- & Schüler Union in Bayern e.V. wird durch die Landesversammlung gewählt und ist für die politische und organisatorische Leitung des Verbandes verantwortlich. Die Amtszeit der Vorstandsmitglieder beträgt in der Regel zwei Jahre. Der Vorstand besteht aus dem Landesvorsitzenden, mehreren stellvertretenden Vorsitzenden, dem Landesgeschäftsführer, dem Schatzmeister sowie weiteren gewählten Beisitzern.
Seit 2021 steht Nevio Zuber an der Spitze des Verbandes. Er wurde zuletzt im November 2023 als Landesvorsitzender wiedergewählt.
Der Landesvorstand der SU Bayern (Stand: 2025) setzt sich wie folgt zusammen:
- Landesvorsitzender: Nevio Zuber
- Landesgeschäftsführerin: Madleine Schor
- Stellvertretende Landesvorsitzende:
  - Chiara Ammelounx
  - Philipp Hüllmantel
  - Felix Pflug
  - Nico Steinbock
- Landesschatzmeister: Konrad Strepp
- Beisitzerinnen und Beisitzer:
  - Hannah Winkler
  - Ferdinand Pfeifer
  - Luca Schlieper
  - Tiffany Wachhausen
  - Marcel Zöcklein
- Kommissionsvorsitzender Veranstaltungen:
  - Robin Selling

Einige Mitglieder des Landesvorstands sind zudem in der Bundesorganisation aktiv. So wurde Nico Steinbock zum Bundesgeschäftsführer der Schüler Union Deutschlands berufen, während Georg von Kotzebue in den Bundesvorstand gewählt wurde.

## Aktuelle Entwicklungen
In diesem Jahr wählt die Landesversammlung einen neuen Landesvorstand.
Auf Grundlage der Mitgliederzahlen (Stand 2024) ergibt sich eine Gesamtzahl von 124 Delegierten. Die prozentualen Anteile der Bezirke an der Landesversammlung sind:
- Oberbayern: 41,1 %
- Unterfranken: 12,1 %
- Schwaben: 7,3 %
- Oberfranken: 13,7 %
- Niederbayern: 10,5 %
- Mittelfranken: 8,9 %
- Oberpfalz: 6,5 %